# 2 février 1939
Le jeudi 2 février 1939 est le 33e jour de l'année 1939.

## Naissances
- Adolf Prokop, footballeur allemand
- Alexandre Torquet, romancier français
- Ben Acheampong, joueur de football ghanéen
- Bertrand Jestaz, historien de l'art français
- Cristina Grado (morte le 3 janvier 2016), actrice italienne
- Dale Mortensen (mort le 9 janvier 2014), économiste américain
- Emir Dragulj (mort le 23 mai 2002), artiste bosnien
- Jean-Jacques Bénetière, personnalité politique française
- Jean-Marc Chavanne (mort le 10 mars 2003), personnalité politique française
- João César Monteiro (mort le 3 février 2003), cinéaste et critique portugais
- John A. Russo, réalisateur américain
- Gao Baoshu (morte le 23 juillet 2000), réalisatrice hongkongaise
- Karl-Åke Asph, fondeur suédois
- Marcelyne Claudais, écrivaine canadienne
- Marcin Libicki, historien de l'art, homme politique, parlementaire polonais, député européen
- René Claude, général camerounais
- Sirkka Turkka, écrivaine finnoise

## Décès
- Amanda McKittrick Ros (née le 8 décembre 1860), romancier et poète irlandais
- Anatole Deibler (né le 29 novembre 1863), bourreau français
- Jacques Debout (né le 18 décembre 1872), prêtre séculier et homme de lettres français
- Vladimir Choukhov (né le 28 août 1853), ingénieur russe

## Événements
- Création de la ligne de train Silver Meteor aux États-Unis